# Pineta di Cervia
La pineta di Cervia è un grande bosco planiziale non costiero che si estende nel territorio del Comune di Cervia.
È classificata come sito di interesse comunitario e zona di protezione speciale (IT4070008) ed è ricompresa quasi interamente (98%) nel Parco Regionale del Delta del Po dell'Emilia-Romagna . La riserva ospita nove habitat di interesse comunitario, dei quali tre prioritari, che coprono quasi il 90% della superficie. I nove habitat sono di varia estensione: dalla “foresta dunaria di Pinus pinea e/o Pinus pinaster”, che copre da sola il 60% della superficie, alla “perticaia costiera di ginepri” che occupa l'1% della superficie. In particolare, nella riserva è possibile osservare una delle pochissime dune vive rimaste nel litorale nord Adriatico, che ospita importanti specie vegetali tipiche di questo ecosistema. 
La pineta si trova a settentrione della Cervia attuale, presso Milano Marittima. Si estende tra l'abitato e la linea ferroviaria Ravenna-Rimini. Il sito comprende anche il Parco delle Terme, gestito a verde urbano e per metà sottoposto a vincolo idrogeologico.
Durante la seconda guerra mondiale gli Alleati costruirono all'interno della pineta un aeroporto militare per sostenere l'avanzata dell'Ottava Armata Britannica verso il nord d'Italia. Gran parte della storia di questo aeroporto è venuta alla luce grazie alle ricerche di Thomas Venturi, il quale ha creato una mappa dell'aeroporto, scoperto gli squadroni che vi operavano e raccolto una grande quantità di reperti.

## Flora e fauna
Tra la vegetazione, oltre al pino, specie dominante, si nota la presenza di arbusteti, siepi e macchie. Da notare la presenza della canna di Ravenna e dell'Apocino veneto (Apocynum venetum), specie rare e minacciate.
La fauna nidificante in pineta comprende le seguenti specie: ortolano (Emberiza hortulana),  assiolo, upupa, torcicollo, sterpazzola, pigliamosche, canapino. 

Tra gli invertebrati, non mancano i coleotteri, legati agli ambienti forestali con querce, e i lepidotteri.